# بالي يونايتد
نادي بالي يونايتد لكرة القدم (بالإندونيسية: Bali United FC)‏ هو نادي كرة قدم محترف في مقاطعة غيانيار الفرعية، بالي، إندونيسيا ينافس في الدوري 1، المسابقة الرسمية التي حلت محل دوري السوبر الإندونيسي. وقد تأسس النادي بوصف بوترا ساماريندا في عام 1989، وغيّر اسمه إلى بالي يونايتد في عام 2015، وانتقل إلى ملعبه الحالي، وهو ملعب كابتن إي وايان ديبتا، في العام نفسه.

## وصلات خارجية
- الموقع الرسمي
 (بالإندونيسية)
- Bali United F.C. على الاتحاد الدولي لكرة القدم